# Euophrys a-notata
Euophrys a-notata es una especie de araña saltarina del género Euophrys, familia Salticidae. Fue descrita científicamente por Mello-Leitão en 1940.
Habita en Sudamérica.